# رومان فوروبواف
رومان فوروبواف (بالروسية: Роман Константинович Воробьёв)‏ (24 مارس 1984 بسانت بطرسبرغ في روسيا - ) هو لاعب كرة قدم روسي في مركز الوسط. شارك مع منتخب روسيا تحت 21 سنة لكرة القدم ومنتخب روسيا الثاني لكرة القدم ومنتخب روسيا لكرة القدم. أما مع النوادي، فقد لعب مع أمكار بيرم ونادي أورينبورغ ونادي كراسنودار ونادي كريليا سوفيتوف سامارا ونادي دينامو سانت بطرسبرغ ‏ وفاكل فارونيش ‏ وميتالورج كوزباس نوفوكوزنتسك ونادي ساتورن رامنسكوي ونادي خيمكي.

## وصلات خارجية
- رومان فوروبواف على موقع قاعدة بيانات كرة القدم.إي يو (الإنجليزية)
- رومان فوروبواف على موقع ناشيونال فوتبول تيمز (الإنجليزية)
- رومان فوروبواف على موقع Soccerway.com (الإنجليزية)